# Гамбіт Блюменфельда
Гамбіт Блюменфельда — шаховий дебют. Виникає після ходів: 1. d4 Кf6 2. c4 e6 3. Кf3 c5 4. d5 b5. Належить до закритих початків. Запропонований Беніаміном Блюменфельдом у 1920-х роках.

## Історія
Цей гамбіт розробив на початку 1920-х років радянський шахіст і теоретик Беніамін Блюменфельд. Чорні намагаються заволодіти центром, пожертвувавши пішака b5 і таким чином захопити ініціативу та створити атаку. Ідеї дебюту аналогічні до захисту Беноні і волзького гамбіту.
Введений до турнірної практики в партії Тарраш—Алехін (П'єштяни, 1922): 1. d4 Кf6 2. c4 e6 3. Кf3 c5 4. d5 b5 5. de fe 6. cb d5 7. e3 Сd6 8. Кc3 0-0 9. Сe2 Сb7 10. b3 Кbd7 11. Сb2 Фe7 12. 0-0 Тad8 13. Фc2 e5 з хорошою контргрою для чорних.
Також можливе продовження: 5. Сg5 ed 6. ed h6 7. Сh4 Сb7 8. e4! g5!? 9. Сg3 або 8. … Фe7 9. С:f6! Ф:f6.
В сучасній практиці гамбіт Блюменфельда зустрічається рідко.